# Filterheadz
Die Filterheadz sind ein Techno DJ- und Produzenten-Duo aus Belgien.

## Bandgeschichte
Mitte der 80er-Jahre machten die Filterheadz ihre ersten musikalischen Schritte in einer Pop-Band. Bert spielte Gitarre, Maarten Schlagzeug. Ihre Vorbilder waren Bands wie U2, The Police und Simple Minds und noch heute sind diese Einflüsse hörbar.
Nach einer ganzen Reihe von Pop-, Rock-, Metal- und R'n'B-Projekten mit bescheidenem Erfolg, gelangten sie über Remixes von Roger Sanchez, Masters at Work und David Morales mehr und mehr in den Bereich elektronischer Tanzmusik. Ihre neuen Produktionen orientierten sich folglich stark an der amerikanischen House-Szene.
1998 kamen sie beim Belgischen Label Headroom Music unter Vertrag. Nach einigen Veröffentlichungen unter verschiedenen Pseudonymen, entschieden sie sich für den Namen "Filterheadz". Zu dieser Zeit wurde auch Jo Casters auf sie aufmerksam und gab bei ihnen einige Remix-Arbeiten in Auftrag. Ihre Interpretation von "Struggle for Pleasure" (Minimalistix) wurde zu einem Club-Hit. Inspiriert von Deep Dish und John Digweed stoßen sie in den Progressive-Trance-Bereich vor und haben mit Remixes für Hooj und Platypus einige Club-Hits.
Als die Filterheadz von Intec kontaktiert wurden, produzierten sie einen Latin Techno-Track ("Sunshine"), der auf Ibiza zum Sommerhit wurde. Weitere Remix-Arbeiten für Green Velvet, Bedrock, Eddie Amator, Tiësto und Oliver Lieb folgten.
Nachdem sie die bestverkaufte Techno-Platte des Jahres veröffentlicht hatten, suchten sie wieder die musikalische Vielfalt und veröffentlichten ihre erste Mix-CD "Tribalicious". Das erste Album befindet sich in Arbeit und soll eine Mischung aus elektronischer Musik und Independent werden.